# Peng Guangwei
Peng Guangwei zh:彭光伟  fue un diplomático de carrera chino.
- De julio de 1972 a noviembre de 1977 fue embajador en Berlín Este.
- De 1978 a 1981 fue Embajador en Katmandú.
- De 1981 a 1983 fue embajador en Belgrado.[2]